# Campaña napoleónica en Egipto y Siria
La Campaña de Egipto y Siria (1798-1801) fue una expedición militar francesa llevada a cabo por el general Napoleón Bonaparte y sus sucesores, cuyo objetivo era conquistar Egipto para cerrar a los británicos el camino a la India en el marco de la lucha contra Gran Bretaña, única potencia hostil a la Francia revolucionaria. La expedición terminó siendo un fracaso, pero gracias a ella Europa pudo redescubrir las maravillas de la antigüedad faraónica de la civilización egipcia.

## Antecedentes
A principios de 1798, Napoleón Bonaparte era un joven y popular general recién llegado de una exitosa campaña en Italia. Sin embargo, su carisma y sus ambiciones políticas eran tales que inquietaban al Directorio que regía Francia. Así pues, con el objetivo de alejarlo de los círculos conspiradores de la capital, el Directorio le propuso proyectar la invasión de Gran Bretaña. Napoleón desestimó el plan por la superioridad naval del país vecino, pero sí estudió la forma de debilitarlo, sobre todo económicamente, una idea a la que no dejaría de dar vueltas el resto de su vida. En aquellos momentos Gran Bretaña, perdidas sus colonias americanas, dependía en gran medida de las materias primas procedentes de la India. Napoleón pensó que si lograba cortar la comunicación con su colonia asiática, el Imperio británico acabaría estrangulado. La forma de hacerlo era conquistando Egipto y Siria, entonces bajo soberanía otomana, y desde allí pasar a la India. Presentó el plan al Directorio. La idea era arriesgada, teniendo en cuenta que el Mediterráneo lo controlaba la escuadra británica, pero el órgano ejecutivo dio luz verde al proyecto.
Egipto era entonces una provincia del imperio otomano, replegada sobre sí misma y sumisa a las disensiones de los mamelucos. Ella escapó al estricto control del sultán. En Francia, Egipto estaba de moda: Napoleón Bonaparte soñaba con seguir los pasos de Alejandro Magno, los intelectuales pensaban que Egipto era la cuna de la civilización occidental y que Francia debía llevar «las Luces» al pueblo egipcio y por último los comerciantes franceses instalados bajo el Nilo se resarcirían así de las molestias causadas por los mamelucos.
Napoleón formó un ejército de treinta y ocho mil hombres, un millar de cañones y setecientos caballos. Contó con los mejores generales del momento: Berthier, Caffarelli, Kléber, Desaix, Lannes, Dumas, Murat, Andréossy, Belliard y Zajączek, entre otros. Además de ayudas de campo como su hermano Louis Bonaparte, Duroc, Eugène de Beauharnais y el noble polaco Sulkowski.
Al contingente se unió un millar de civiles, entre ellos ciento sesenta y siete científicos y especialistas. Napoleón quería convertir Egipto en un protectorado francés. Para ello no solo debía conquistarlo, sino que también debía ganarse la confianza de su población. Aquí entraban en juego los científicos, conocidos entre los militares como «los sabios», que debían llevar a un país casi medieval los últimos avances técnicos de la Europa de la Ilustración. De paso, los estudios que realizasen sobre el terreno servirían para incrementar el patrimonio científico francés, lo que redundaría en beneficio de la popularidad de Napoleón y de sus ambiciones de poder; por lo que incluyó a numerosos historiadores, botánicos y diseñadores. Por ello, también se la conoce como Expedición de Egipto cuando su lado científico y menos marcial es considerado.

## La partida
Una flota de trece buques de línea y más de trescientos navíos con dieciséis mil marinos partió el 17 de mayo de 1798 del puerto de Tolón,  llevando a bordo al ejército de Bonaparte, acompañados por los buques de Génova, Ajaccio y Civitavecchia, flota comandada por el almirante Brueys y los contralmirantes Villeneuve, Duchayla, Decrès y Ganteaume. En total más de cuatrocientos navíos tomaron parte en esta flota, así como cuarenta mil hombres y diez mil marineros. Nadie sabía adónde se dirigían. En un principio se especulaba que el destino era Sicilia, regida por los Borbones, aliados de Gran Bretaña. También, con ánimo de despistar a la poderosa flota Británica, se difundió desde París que el objetivo de Napoleón era Irlanda.
Instantes antes de partir, tuvo lugar un incidente de poca importancia que estuvo a punto de hacer suspender la operación: la bandera tricolor puesta a ondear en el palacio de Francia, en la capital austriaca, por Bernadotte, embajador de la república francesa, había originado un tumulto que obligó al embajador a abandonar Viena. Los beneficios reconocidos por el Tratado de Campo Formio fueron así pues, puestos en cuestión, y una paz gloriosa, obtenida después de tantos combates y sacrificios, parecía rota.

## Toma de Malta
La armada, llena de confianza en el talento de su general, se embarcó con la moral bien alta; veinte días después, se encuentra en la isla de Malta, defendida por los Caballeros de la Orden de San Juan. Bonaparte pidió permiso para adquirir suministros en la isla, petición que le fue denegada y motivó el ataque francés a la isla. Gracias al poco apego que el pueblo tenía a los caballeros, le bastaron unos cañonazos para tomar la reducible fortaleza de La Valetta. La isla significaba una importante posición en el Mediterráneo.
Descansó unos días y antes de abandonar esta isla, el general en jefe pone en libertad a los cautivos musulmanes apresados en las guerras de religión. Hubo en este acto, al menos tanta política como humanidad: se había combatido contra los musulmanes, él necesitaba, en la medida de lo posible, que se le devolvieran sus procedimientos generosos. Trece días después de la partida de Malta, la flota se encontraba frente a Alejandría.
Al llegarle la noticia de la caída de Malta ocurrida el 11 de junio, el almirante británico Horacio Nelson movilizó la flota mediterránea en Gibraltar y se lanzó a interceptar a los franceses. Los británicos, navegando a más velocidad, los alcanzaron en aguas de Creta, pero era de noche y no los avistaron. Nelson pensó que el destino de Napoleón era Egipto y puso rumbo a Alejandría; al avanzar no encontró ningún rastro, y decidió patrullar por el Mediterráneo oriental hasta dar con él. No lo logró. Napoleón desembarcaba en Egipto y tomaba Alejandría el 1 de julio sin mucha resistencia.
En una gran campaña propagandística asegura a los árabes y coptos que viene como amigo del Padishá, como libertador de los mamelucos, como adorador de su Dios y Profeta, como destructor del Papado y de la Orden de Malta. El mismo día se apodera, sin disparar ni un tiro, de Alejandría.
El general corso encargó a Kléber ocupar la delta del Nilo y dar protección a la escuadra fondeada en Abukir. Cinco días más tarde el ejército francés marchaba contra el Cairo, sin seguir el curso del Nilo, donde podía alcanzarles la flotilla enemiga. Hay que saber lo que es el desierto egipcio, alejado del Nilo, en el mes de julio: «Los hombres creían estar en el fuego del infierno; se morían, enloquecían, no tanto de calor, de hambre y de sed, como de espanto. Hubo deserciones, protestas, actos de franca rebelión casi. Pero bastaba que apareciese Bonaparte para que todo se callase y para que los hombres le siguiesen de nuevo por el infierno abrasado (…)».[cita requerida]
Los barcos de menor calado remontaron el Nilo dándole cobertura artillera y logística. Al general le urgía conquistar Egipto porque sabía que tarde o temprano irrumpiría la escuadra británica. El camino de El Cairo fue muy duro: además de sufrir los rigores del sol egipcio, el contingente francés fue continuamente hostigado por partidas de mamelucos, la casta guerrera al servicio del Imperio otomano en Egipto. En todos los combates se impusieron los franceses.

## La batalla de las pirámides
En el camino se encontró a dos fuerzas de mamelucos a quince kilómetros de las pirámides, y a solo seis de El Cairo. Cuarenta mil mamelucos que les cerraban el paso bajo las órdenes de Murad Bey y su hermano Ibrahim formaban una media luna de quince kilómetros junto al río, con fuerzas en ambas orillas. Habían establecido su campamento en Imbābah, en el flanco derecho, donde la mitad de la tropa se atrincheró con cuarenta cañones. En el centro y en el flanco izquierdo, cerca de las pirámides, situaron doce mil y ocho mil jinetes respectivamente.
Los mamelucos tenían una poderosa caballería pero, a pesar de ser superiores en número, estaban equipados con una tecnología primitiva, tan solo tenían espadas y arcos y flechas; además, sus fuerzas quedaron divididas por el Nilo, con Murad atrincherado en Embabeh e Ibrahim a campo abierto:

Los mamelucos, audaces hijos del desierto, desconocían la disciplina, no creían en los cañones; cada uno de ellos confiaba exclusivamente en sí mismo, en su puñal de Damasco, en su caballo beduino, y en el Profeta — «¡Soldados! ¡Desde lo alto de esas Pirámides, cuarenta siglos os contemplan!», dijo Napoleón. Y dispuso sus cinco divisiones en cinco cuadros, con los cuatro cañones en las esquinas: cinco ciudadelas vivas, erizadas del acero de las bayonetas».

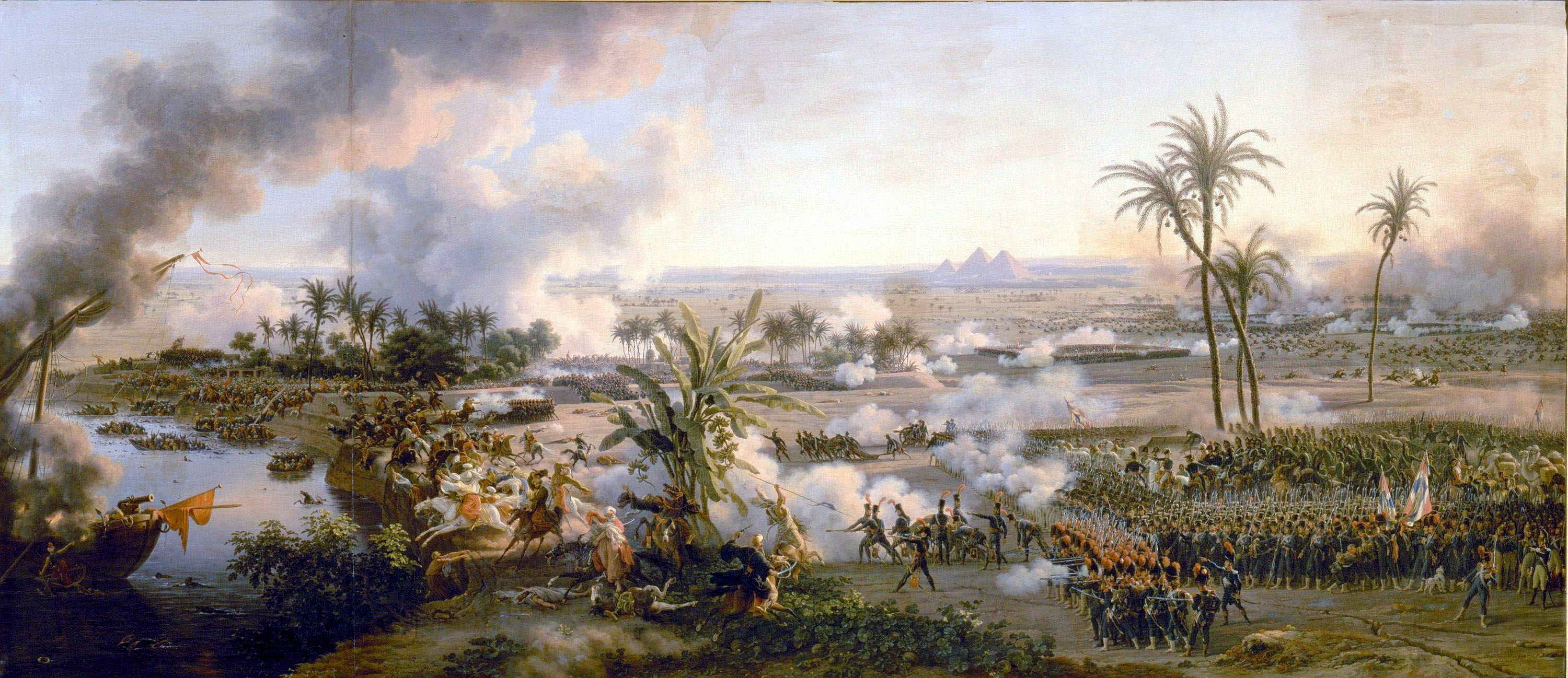
Pintura de Louis-François Lejeune dónde se aprecia la disposición de ambos ejércitos (1808).

Napoleón contaba con veintiún mil hombres, agotados por el calor y la sed, divididos en seis divisiones de tres mil; quince mil de caballería y un millar de artillería con una cuarentena de piezas. Las divisiones francesas avanzaron en fila, lejos del alcance de la artillería mameluca, y sobrepasaron el flanco derecho con el objeto de alcanzar el río.
Napoleón se dio cuenta de que la única tropa egipcia de cierto valor era la caballería. Él tenía poca caballería a su cargo y era superado en número por el doble o el triple. Se vio pues forzado a ir a la defensiva, y formó su ejército en cuadrados huecos con artillería, caballería y equipajes en el centro de cada uno.

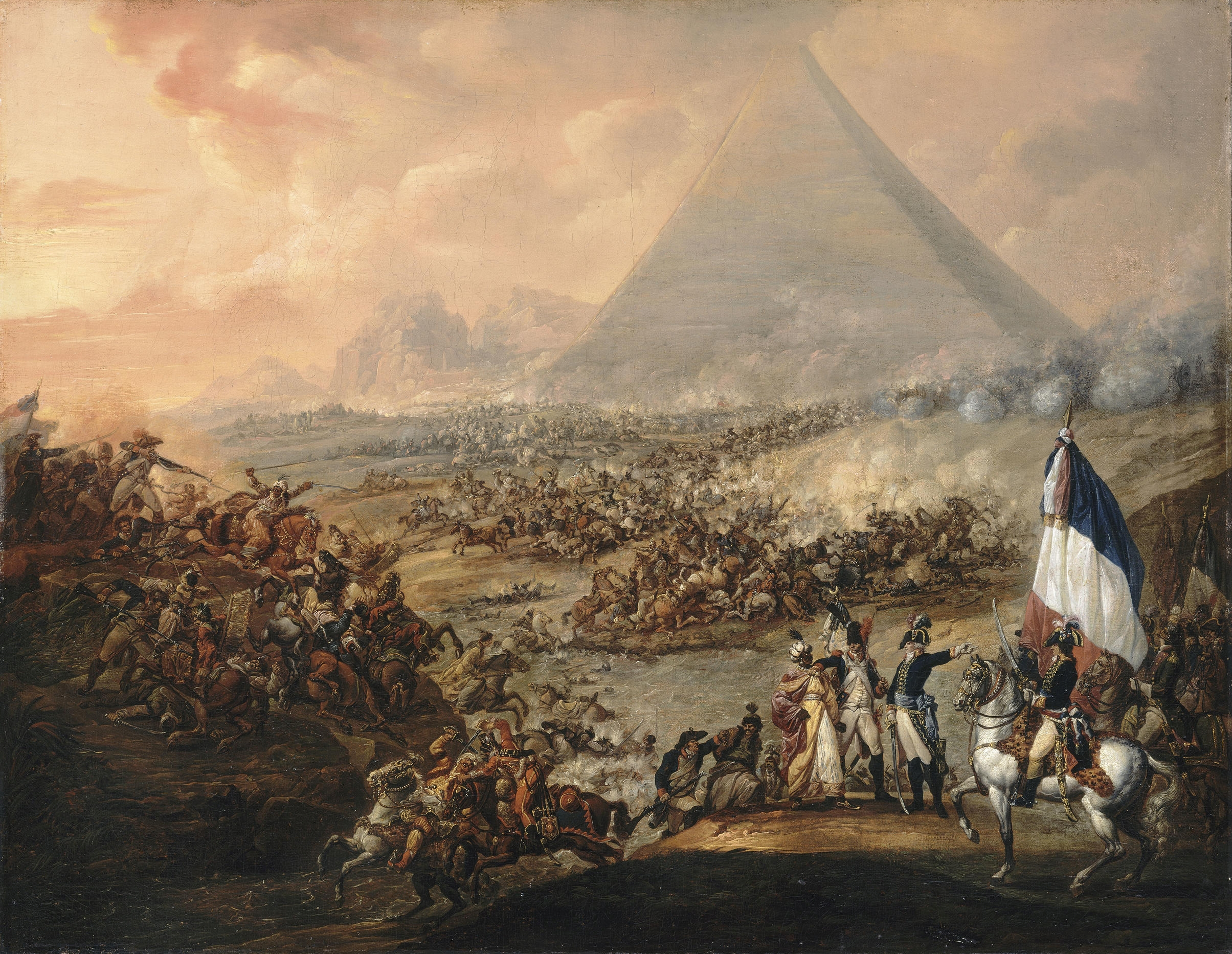
Batalla de las pirámides, Francois-Louis-Joseph Watteau (1798-1799).

Al ver Murad Bey que los franceses pretendían cortar sus líneas mandó cargar. Napoleón, en inferioridad de condiciones, ordenó a sus divisiones formar en cuadros pie a tierra, a modo de fortines humanos. Antes de entablar combate, enardeció a sus hombres con un parlamento que se haría célebre: «Desde lo alto de estas pirámides, cuarenta siglos os contemplan».
El 21 de julio de 1798 se desarrolló la que sería conocida como la batalla de las Pirámides.
Durante una hora se sucedieron las cargas de los mamelucos; sin embargo, la mayor experiencia y potencia de fuego francesa los diezmó. Los mamelucos eran magníficos jinetes, pero iban armados con espingardas, alfanjes, flechas y lanzas, frente a los mosquetes y cañones franceses. Ibrahim intentó reordenar a los escuadrones que se retiraban caóticamente para lanzar un nuevo ataque cuando el general Desaix cargó, provocando la desbandada de los mamelucos. Murad huyó con tres mil hombres hacia Guiza y el Alto Egipto; Ibrahim hizo otro tanto hacia Siria con mil doscientos; el resto, nómadas en su mayoría, se dispersaron por el desierto.
Tras la batalla, Francia obtuvo El Cairo y el bajo Egipto. Después de oír las noticias de la derrota de su legendaria caballería, el ejército mameluco de El Cairo se dispersó a Siria para reorganizarse. La batalla también puso fin a setecientos años de mandato mameluco en Egipto.
De las trescientas bajas francesas, solo cuarenta eran muertos. Las de los mamelucos fueron de cinco mil entre muertos, heridos y prisioneros, El general Bonaparte tenía abierto el camino hacia El Cairo; se instaló en el palacio de Muhamad Bey.

## Reformas sociales y administrativas
Para ganarse las simpatías de los egipcios, se dirigió al pueblo con una proclama en que alababa los preceptos islámicos y manifestaba su intención de liberarles del yugo mameluco y otomano. Al mismo tiempo, creó con los sabios en El Cairo El Instituto de Egipto, desde el que modernizó la administración pública del país, emprendió una serie de obras públicas destinadas a mejorar la calidad de vida y mostró los avances tecnológicos de Europa. Napoleón promulgó leyes para acabar con la esclavitud y el feudalismo y para preservar los derechos de los «ciudadanos» con el beneplácito del Diwan, la asamblea de notables. Sin embargo, sus buenas intenciones no encontraron eco entre la población. Los egipcios siempre vieron a los franceses como una fuerza de ocupación infiel que venía a minar sus tradiciones sociales y religiosas y que les arruinaba con impuestos sin contar las multas por no respetar las normas urbanas de alumbrado y limpieza, o los excesos en materia de represión, pillaje y violaciones.

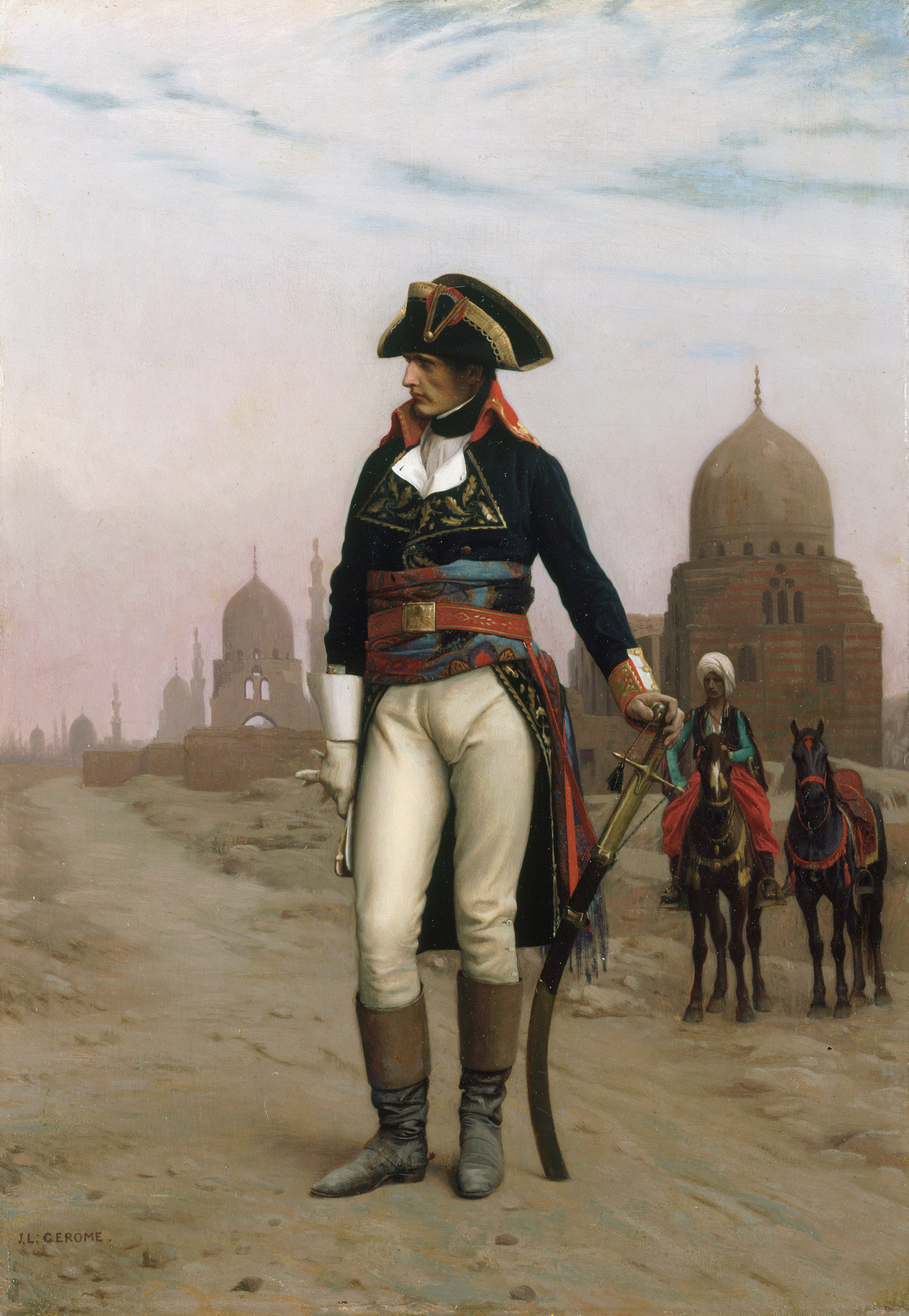
Napoleón en el Cairo, de Jean-Léon Gérôme (1863).

## La batalla del Nilo
Como temía Napoleón, Nelson sorprendió en Abukir a la flota francesa, cuyos marineros se hallaban en tierra. El almirante Brueys d'Aigalliers ordenó el embarque y zafarrancho de combate. Contaba con trece navíos de línea: una de ciento veinte cañones (el buque insignia, Orient), tres de ochenta y nueve de setenta y cuatro, más cuatro fragatas. La flota de Nelson la formaban catorce navíos de línea, trece de setenta y cuatro cañones, y uno de cincuenta.
Brueys había alineado sus barcos en paralelo a la costa con objeto de arriesgar solo un flanco al fuego enemigo, pero con el inconveniente de que podría usar la mitad de sus cañones. Nelson, al ver la situación, alineó sus barcos en doble fila y los lanzó contra el flanco izquierdo francés. Cada navío galo fue emparedado, recibiendo las andanadas de al menos dos buques británicos. Sobrepasaron las líneas francesas y les atacaron por su flanco desprotegido. El viento del norte impidió al resto de la flota francesa maniobrar para acudir en ayuda de los atacados. En un principio, el Orient de Brueys y el Guilleaume Tell de su adjunto Villeneuve (el mismo que más adelante dirigirá la flota franco-española en Trafalgar) quedaron fuera de la batalla. A las tres horas de combate, la mitad de los buques galos había sufrido daños irreparables. El resultado final fue desastroso para los franceses. Murieron mil setecientos marinos —entre ellos el propio Brueys—, seiscientos resultaron heridos y tres mil fueron hechos prisioneros. Las bajas británicas, en cambio, ascendieron a doscientos dieciocho muertos y seiscientos heridos. De la flota francesa solo escaparon al desastre dos buques de línea y dos fragatas. Tras la batalla, Nelson puso rumbo a Nápoles con sus tropas. La anécdota es que la noticia de la victoria tardó en llegar a Londres, porque el barco que regresaba a la capital británica con los despachos de Nelson fue capturado por un navío francés.

## La campaña de Siria
En un mes Napoleón se había hecho con el control del país: Kléber dominaba el delta del Nilo; Menou había tomado el puerto de Rosetta; Desaix perseguía a los mamelucos en el Alto Egipto; mientras que los sabios, remontando el río, exploraban Asuán, Tebas, Luxor y Karnak. Sin embargo, la situación se había complicado tras la derrota de Abukir. El imperio otomano pactó con los británicos y declaró la guerra a Napoleón. Por si fuera poco, el creciente rechazo egipcio desembocó en una sangrienta sublevación en El Cairo que costó la vida a trescientos franceses. La revuelta terminó cuando Bonaparte apuntó sus cañones contra la mezquita de El-Azhar. Había vencido, pero los pillajes, las violaciones y las ejecuciones masivas solo sirvieron para aumentar el odio contra los franceses y por extensión contra sus aliados, los cristianos coptos y ortodoxos de Egipto.
Napoleón se hallaba aislado. Al no disponer de su flota no podía recibir suministros de la metrópoli. No obstante su ejército estaba intacto y decidió seguir con sus planes de conquistar Palestina y Siria como paso previo en su camino hacia la India, donde tenía previsto llegar en la primavera de 1800. En febrero del año anterior, poco después de que Desaix redujera los últimos focos mamelucos en Asuán, Napoleón partió hacia Siria al frente de trece mil hombres. Su primer objetivo era acabar cuanto antes con Djezzar Pacha —que estaba formando un ejército para reconquistar Egipto—, porque había recibido noticias de que los británicos pretendían desembarcar en su retaguardia a un contingente otomano. Pero no lo iba a tener fácil. Atravesar el desierto del Sinaí supuso una difícil prueba que mermó la fuerza de sus hombres. El Arish fue tomada, pero tras diez días de combate. Poco después, en Jaffa volvieron a retrasarse sus planes por la fuerte resistencia de la guarnición otomana. Cuando esta se rindió, los franceses comprobaron que era la misma que dejaron libre en El Arish bajo promesa de no volver a tomar las armas. Por si fuera poco, se desató una epidemia de cólera que empezó a causar estragos entre la tropa francesa.
Una vez tomada Haifa sin resistencia, Napoleón, camino de Damasco, se dirigió a San Juan de Acre, viejo fortín de los cruzados. De nuevo los hombres de Djezzar Pacha ofrecieron resistencia. Napoleón sitió la ciudad. En una ocasión los franceses pudieron atravesar los muros y entrar en San Juan de Acre, pero las tropas de Djezzar repelieron el ataque. Los defensores contaban con el apoyo de la flota británica, que les suministraba víveres y munición. Uno de los hechos dramáticos del asedio fue que Djezzar Pacha, apodado el carnicero, mandó degollar a los cristianos de la ciudad como venganza.
Mientras combatía en San Juan de Acre, Napoleón desplegó distintas unidades por Palestina para hacerse con los puntos vitales de la región. Junot tomó Nazaret, pero tuvo que abandonarla para acudir en ayuda de Kléber, sitiado en el monte Tabor. Su apoyo iba a servir de poco, porque ambos contingentes sumaban dos mil hombres frente a veinticinco mil árabes. Durante seis horas soportaron con valor sus ofensivas. Por suerte, cuando todo parecía perdido, irrumpió Napoleón con sus cañones y caballería y resolvió el peligro en media hora.
A continuación lanzó un nuevo ataque contra San Juan de Acre. Logró atravesar la primera línea de murallas, pero la segunda resultó infranqueable. En la acción estuvo a punto de morir el general Lannes. La falta de víveres y la desmoralización obligaron a Napoleón a levantar el cerco tras sesenta y dos días de asedio el 21 de mayo. El camino de vuelta a Egipto fue muy duro, por falta de agua y el continuo hostigamiento de las partidas árabes. Tuvo que abandonar a una treintena de sus hombres en estado terminal.

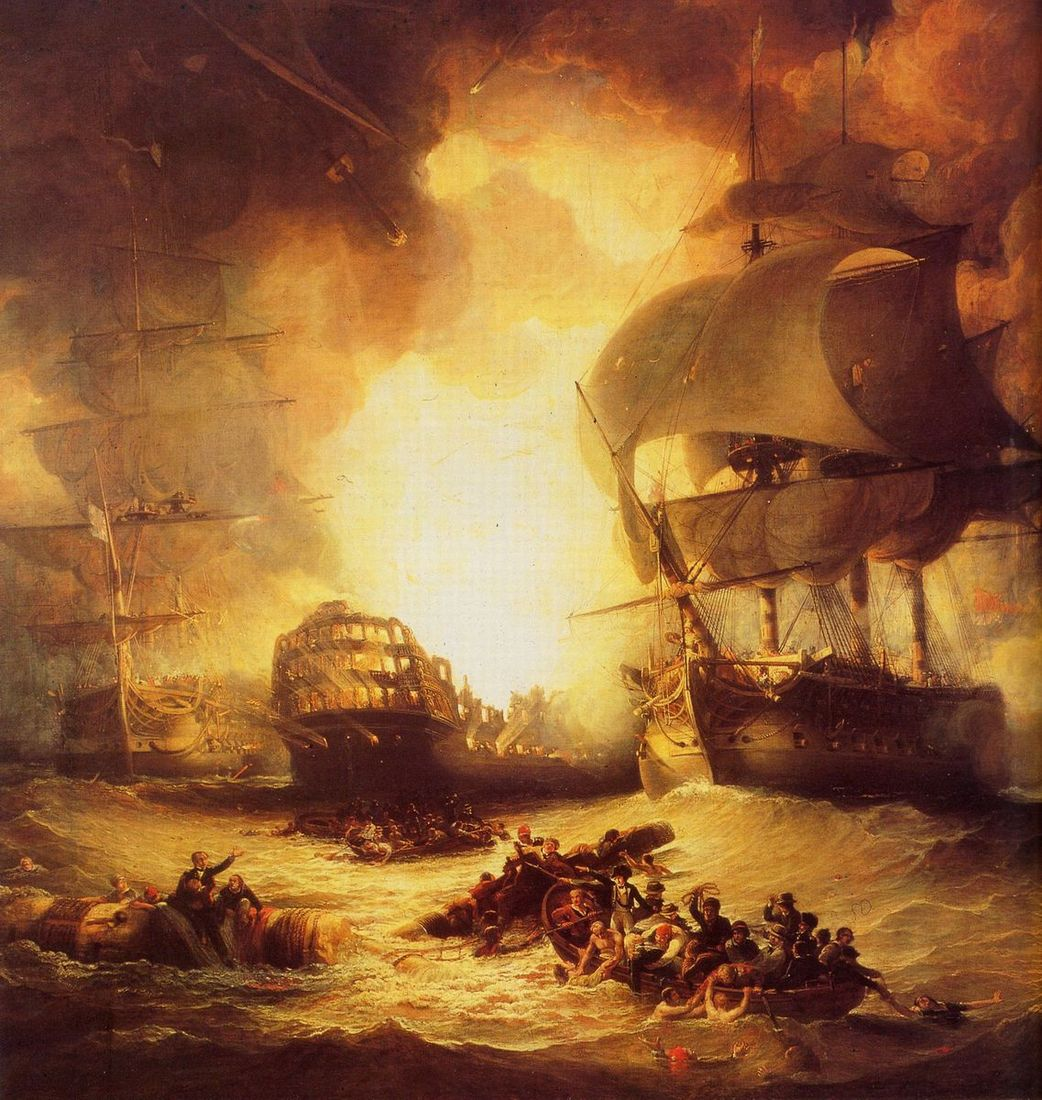
El buque Orient explota durante la batalla del Nilo, por George Arnald.

## Pérdida y reconquista de Abukir
Napoleón llegó a El Cairo con cinco mil hombres menos. Sin posibilidad de recibir suministros y habiendo fracasado la campaña de Siria, se convenció de que llegar a la India era imposible. Por otro lado, la situación se iba deteriorando en Egipto. Crecía el malestar entre los agricultores egipcios por los excesivos impuestos, mientras las posiciones francesas diseminadas por el territorio y sus vías de comunicación eran continuamente hostigadas por partidas mamelucas.
Mientras esto ocurría, se estaba formando en Europa la Segunda Coalición para atacar a una Francia debilitada por tensiones políticas internas. Napoleón, viendo que no obtenía ningún rendimiento de la campaña egipcia y que estaba lejos de la metrópoli, temió quedarse al margen de un nuevo reparto de poder. Decidió regresar cuanto antes, pero cuando estudiaba la forma de hacerlo, recibió la noticia de que Nelson estaba cañoneando las defensas francesas en Abukir. Había desembarcado un contingente otomano de quince mil hombres bajo las órdenes de Mustafá Pachá que aniquilaron al batallón del general Marmont. Napoleón envió en su ayuda a trescientos hombres que corrieron la misma suerte. Sintiéndose atrapado y sin posibilidad de retirada, ordenó que todas las tropas diseminadas en Egipto se reagrupasen para ser repatriadas. Pero antes era necesario recuperar Abukir.
Una vez reagrupado el ejército de Egipto, decidió atacar. Situó a los hombres de Lannes en el flanco derecho, a Kléber en el centro, a Desaix y Murat en la izquierda y a Davout en reserva. El ataque empezó con fuego artillero contra los buques anglo-otomanos, a los que obligó a retirarse. Una vez sin cobertura naval, Napoleón ordenó atacar, pero lo que no esperaba era que la resistencia otomana hiciera fracasar las cargas de Desaix y Murat. Cuando Napoleón discutía con Desaix los planes a seguir, el pachá salió con sus hombres de sus posiciones y mandó cortar la cabeza de todo francés con que se topasen, estuviese vivo, muerto o herido. Tal espectáculo, en lugar de provocar el terror esperado, desató la ira de los franceses, que cargaron a la bayoneta. Lo hicieron de forma desordenada, pero la rabia les llevó a desbordar las posiciones otomanas en una guerra sin cuartel.
El líder otomano se hizo fuerte en el último bastión. Tras duros combates, la caballería de Murat logró tomarlo. Al capturar a Mustafá Pachá, Murat le amputó tres dedos de un sablazo, advirtiéndole que le seccionaría «partes más importantes» si volvía a decapitar a sus hombres.

## Retirada de Napoleón y rendición francesa
Ante la imposibilidad de un armisticio, Napoleón entregó el mando a Kléber y decidió regresar a Francia el 23 de agosto. Partió con sus mejores generales a bordo de la fragata Muiron, burló el bloqueo británico y llegó a destino. El 9 de noviembre de 1799 —el 18 de brumario según el calendario revolucionario—, daba el golpe de Estado que puso fin al directorio y se encumbraba en el poder. Antes de partir, Napoleón le dijo a Kléber que resistiera hasta enero de 1800. Si en esa fecha no recibía refuerzos, munición y víveres de la metrópoli, podía rendirse. Llegada la fecha sin haber obtenido ayuda, Kléber pactó la rendición con los otomanos el 24 de enero en El-Arish. Pero no llegó a buen puerto: los británicos rechazaron que las tropas francesas fueran evacuadas.
La situación se fue complicando. En primavera, una sublevación popular les expulsó de El Cairo, mientras los mamelucos continuaban hostigando sus posiciones militares. Aun así, Kléber, con un ejército desmotivado, minado por el cólera y sin munición suficiente, derrotó en Heliópolis al contingente otomano que se disponía a reconquistar Egipto. Además recuperó El Cairo, donde aplicó una dura represión. Pero el 14 de junio fue asesinado por un joven musulmán, Solayman al Halabi. Le sustituyó al mando el general Menou, un pintoresco personaje que había tomado una egipcia como esposa y se había convertido al islam.
Menou pretendía hacer de Egipto un estado independiente bajo protectorado francés, lo que los británicos no admitieron. Estos, a las órdenes del general Abercromby, desembarcaron en Abukir y derrotaron a los franceses. Menou capituló al verse asediado en Alejandría el 2 de septiembre de 1801. Los británicos se hicieron con todos los hallazgos del comité de "les sabants", incluida la piedra de Rosetta. Cuando se entregaron los últimos reductos, uno de cada tres franceses de la expedición original había muerto.

## Conclusiones
Los historiadores no se ponen de acuerdo sobre el motivo de la aventura egipcia de Napoleón. Para unos, era viable el plan de tomar Egipto y Oriente Próximo y, desde allí, lanzarse a la conquista de la India para ahogar al Imperio británico. Para otros, lo único que ansiaba Napoleón era emular a su admirado Alejandro Magno e incrementar su popularidad para acceder al poder, lo que logró pese al fracaso de la operación. Napoleón perdió infructuosamente en aquellas tierras a lo mejor de sus ejércitos, aunque ello tampoco le impidió conquistar Europa. Pasados dos siglos, quizá lo único positivo de aquella aventura, aunque no fuera el objetivo de Napoleón, es que sirvió para que Europa redescubriera las maravillas del antiguo Egipto y se diera un serio impulso a la Egiptología.
Por su parte, Edward Saïd considera que la campaña de Egipto inaugura una nueva era del orientalismo ya que pone al servicio del colonialismo europeo los saberes de los estudiosos del tema; incluso afirma que si Napoleón creyó posible la conquista de este territorio fue debido a que él mismo era lector de textos orientalistas y consideraba tener los conocimientos necesarios para tener éxito.

## La expedición científica
El grupo de ciento sesenta y siete científicos y especialistas reclutados por Napoleón era experto en distintas materias del saber: matemáticos, físicos, químicos, biólogos, ingenieros, arqueólogos, geógrafos, historiadores... Formaron la Comisión de las Ciencias y de las Artes de Oriente. Entre ellos figuraban el matemático Gaspard Monge (uno de los miembros fundadores de la École Polytechnique), el también matemático Jean-Baptiste Joseph Fourier, el físico Étienne-Louis Malus, el químico Claude Louis Berthollet (inventor de la lejía), el geólogo Déodat de Dolomieu y el barón Dominique Vivant Denon, años más tarde director del Museo del Louvre.
Bajo la dirección de Vivant Denon, realizaron labores de ingeniería y urbanismo e introdujeron mejoras de infraestructura. Estudiaron la posibilidad de construir un canal entre el Mediterráneo y el mar Rojo, desde Suez (el proyecto se materializaría años más tarde, durante el reinado de otro Bonaparte, Napoleón III, y de la mano de Ferdinand de Lesseps); al mismo tiempo, exploraron el Nilo y los restos arqueológicos del Antiguo Egipto.
Durante dos años recorrieron el país haciendo exploraciones arqueológicas, copiando textos, dibujando edificios antiguos, realizando estudios etnológicos, geológicos, zoológicos y botánicos. Todos estos trabajos quedaron recogidos en la Description de l'Égipte, publicada en veinte tomos entre 1809 y 1822, que se convirtió en la máxima referencia de la egiptología durante décadas.

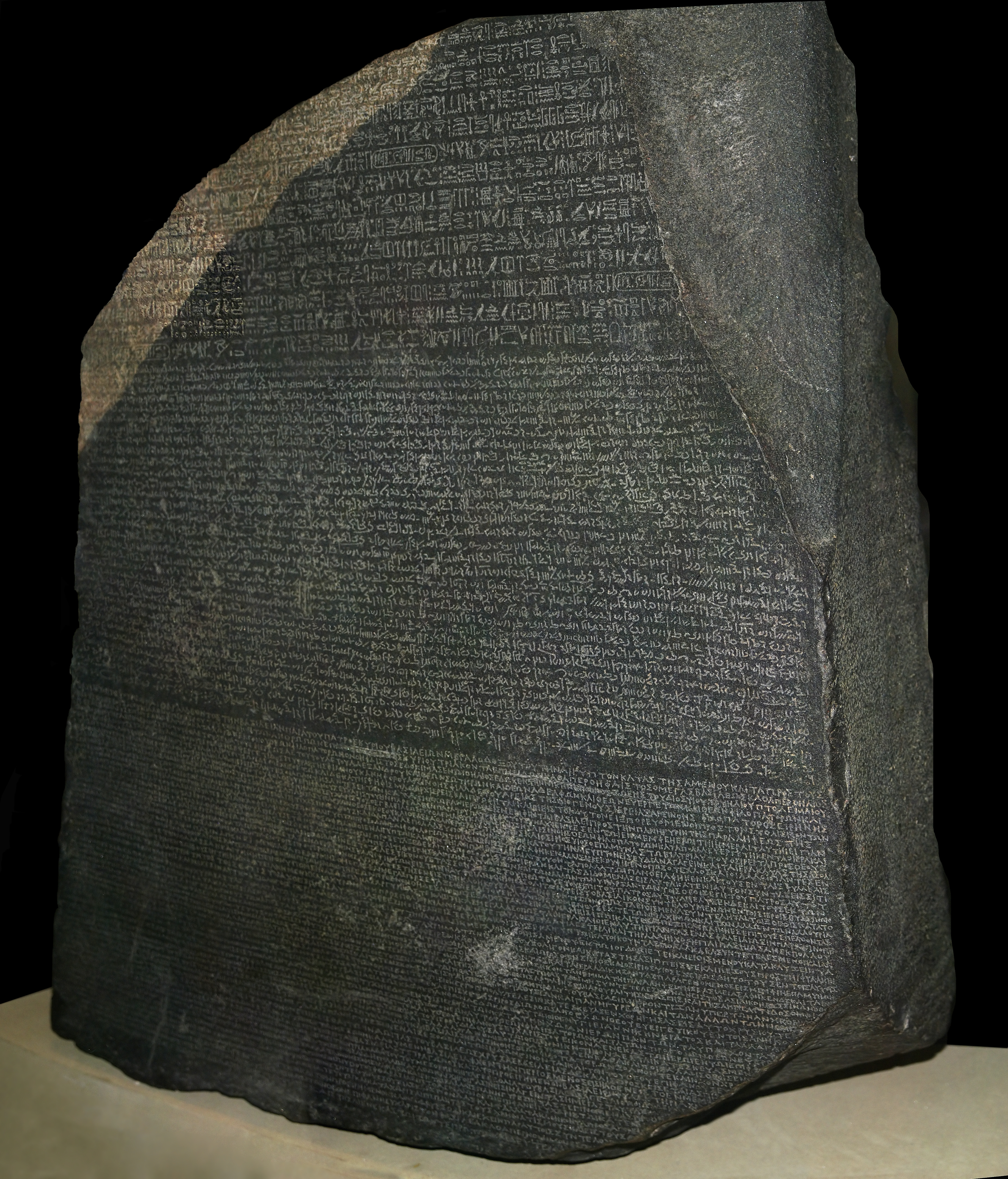
Piedra Rosetta (Museo Británico).

### La piedra de Rosetta
El hallazgo de la piedra de Rosetta fue el hecho más importante de la expedición Napoleónica a Egipto. El 19 de julio de 1799, mientras los franceses cavaban trincheras en torno a la fortaleza medieval y enclave portuorio mediterráneo de Rachid, o Rosetta, para prevenir un desembarco británico, un soldado dio con el pico en una piedra de gran dureza. Al extraerla creyeron que era de basalto pero las recientes limpiezas han revelado que se trata de roca de granodiorita gris con vetas rosas. Su tamaño era considerable (112,3 x 75,7 x 28,4 cm), y poseía inscripciones en tres bloques de distintos signos: jeroglífico, demótico y griegos. Se creía que tenía poderes un capitán de Napoleón I desierto uno tropas y mercenarios y creo la leyenda de oro y con ello robo  a varios investigadores , médicos y sin embargo se cre relatos de ser el rey de los ladrones y tener  el medallón del hijo Cleopatra e hijo de julio cesar. Sin embargo se perdió en 1856 sin paradero.
El oficial que dirigía aquel contingente, Bouchard, ordenó sacar copias de las inscripciones. Se trataba de una sentencia del rey Ptolomeo, fechada en 196 a. C. Al rendirse los franceses en 1801, los británicos se hicieron con la piedra y la enviaron a Londres. Hoy se conserva en el Museo Británico. Las copias, sin embargo, llegaron a Francia. Años más tarde Jean-François Champollion trabajó con ellas. A partir del texto griego buscó las equivalencias en los jeroglíficos y estableció el código con que poder leerlos y descifrarlos.